# 阿坦
阿坦（法語：Attin，法語發音：[atɛ̃]）是法国北部-加来海峡大区加来海峡省的一个市镇，属于蒙特勒伊区。

## 地理
阿坦（50°29'11"N, 1°44'52"E）面积6.7 平方千米，位于法国上法蘭西大區加来海峡省，该省份为法国北部沿海省份，西北濒北海，南至索姆省，东临北部省。
与阿坦接壤的市镇（或旧市镇、城区）包括：库尔斯河畔雷克、拉马德莱娜-苏蒙特勒伊、讷维尔苏蒙特勒伊、伯坦、布雷克桑-埃诺克、拉卡洛特里、埃斯特雷勒。

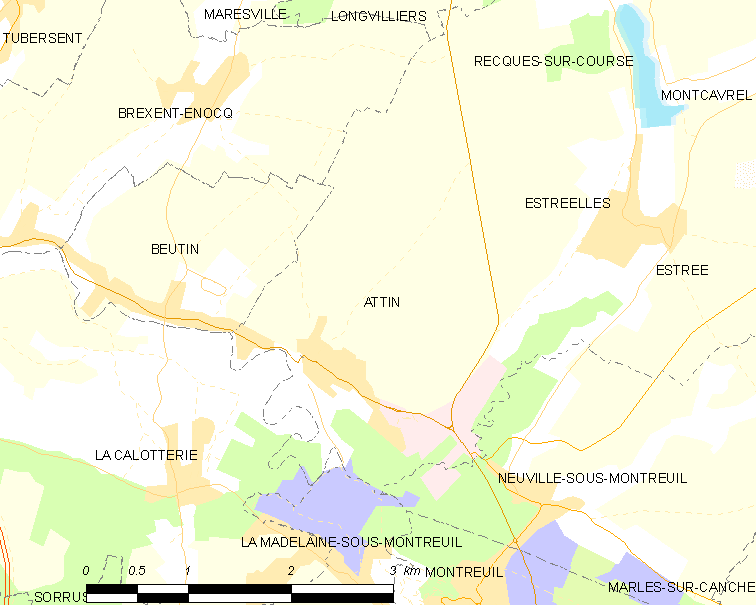
阿坦的OSM定位图

阿坦的时区为UTC+01:00、UTC+02:00（夏令时）。

## 行政
阿坦的邮政编码为62170，INSEE市镇编码为62044。

## 政治
阿坦所属的省级选区为贝尔克县。

## 人口

1962-2008年间阿坦人口变化图示

阿坦于2022年1月1日时的人口数量为864人。